# Государственная канцелярия Эстонии
Государственная канцелярия Эстонии (эст. Riigikantselei) — аппарат управления республики Эстония. Канцелярия представляет исполнительную власть республики в принятии политических решений. Помимо этого, канцелярия также ответственна за публикацию Riigi Teataja и их электронной версии Elektrooniline Riigi Teataja. Госсекретарем канцелярии является Хейки Лоот.

## Выдержка из Конституции Эстонской республики
Статья 95.

При Правительстве Республики имеется государственная канцелярия под руководством государственного секретаря.

Государственного секретаря назначает на должность и освобождает от должности премьер-министр.

Государственный секретарь участвует в заседаниях Правительства с правом слова.

Государственный секретарь как руководитель государственной канцелярии пользуется теми же правами, какими в вопросах руководства министерством наделен законом министр.